# Provinciale weg 372
De provinciale weg 372 (N372) is een provinciale weg in de provincies Drenthe en Groningen welke een verbinding vormt tussen de A7 ten noorden Leek en A7 ter hoogte van Hoogkerk door de kop van Drenthe.
De weg loopt door Leek en via twee recentelijk aangelegde rondwegen langs Roden en Peize. Daarvoor voerde de weg midden door de twee dorpen. Buiten de bebouwde kom is de weg uitgevoerd als tweestrooks-gebiedsontsluitingsweg met een maximumsnelheid van 80 km/h.
Oorspronkelijk verliep de weg na Peize verder via Vries naar Assen. Het gedeelte tussen Peize en Vries is tegenwoordig onderdeel van de N386. Het gedeelte tussen Vries en Assen is in de jaren 90 overgedragen aan de gemeenten Tynaarlo en Assen.
De N372 is een van de drukste provinciale wegen in Noord-Nederland. De nieuwe situatie had een aanzienlijke verlichting van de verkeersdruk moeten opleveren maar deze is -behalve in de dorpskernen- uitgebleven omdat veel langzaam verkeer (tractors) maar ook ouderen langzaam over deze weg rijden. Daarnaast is de aansluiting bij de A7 / Hoogkerk slecht uitgevoerd waardoor regelmatig files ontstaan tot voorbij Peizermade. 
De weg heet in de gemeente Westerkwartier achtereenvolgens: Oude Postweg, Midwolderweg, Tolberterstraat en de Willem Lodewijk van Nassaulaan. Na de grens met Drenthe, in de gemeente Noordenveld draagt de weg de namen De Hooilanden, J.P Santeeweg, Noordholt, Roderweg, Westerweg en Groningerweg. Het allerlaatste stukje in de gemeente Groningen bij het transferium van Hoogkerk draagt de naam Ruskenveen.
Naast deze weg lag van 1913 tot 1988 de tramlijn Drachten - Groningen. Er bestaan plannen om het nog aanwezige tracé te gaan gebruiken voor een tramverbinding naar Groningen. In 2009 is het deel tussen Peizerwold en Peizermade als busbaan aangelegd, in maart 2011 werd deze busbaan in gebruik genomen.
Van de twaalf digitale flitspalen in heel Drenthe staan er zes aan de N372, binnen een afstand van vier kilometer. Daarnaast staan aan deze weg een even zo groot aantal analoge flitspalen die vermoedelijk buiten gebruik zijn gesteld. Er is geen correlatie tussen het aantal ongelukken of gevaarlijke situaties op deze weg m.b.t. het aantal geplaatste flitspalen. Ook is sinds het plaatsen van de flitspalen het aantal ongelukken niet afgenomen.
N34 · N46 · N351 · N353 · N354 · N355 · N356 · N357 · N358 · N359 · N360 · N361 · N362 · N363 · N364 · N365 · N366 · N367 · N368 · N369 · N370 · N371 · N372 · N373 · N374 · N375 · N376 · N377 · N378 · N379 · N380 · N381 · N382 · N383 · N384 · N385 · N386 · N387 · N388 · N390 · N391 · N392 · N393 · N398

N851 · N852 · N853 · N854 · N855 · N856 · N857 · N858 · N860 · N861 · N862 · N863 · N865 · N910 · N913 · N917 · N918 · N919 · N924 · N927 · N928 · N962 · N963 · N964 · N966 · N967 · N969 · N972 · N973 · N974 · N975 · N976 · N977 · N978 · N979 · N980 · N981 · N982 · N983 · N984 · N985 · N986 · N987 · N988 · N989 · N990 · N991 · N992 · N993 · N994 · N995 · N996 · N997 · N998 · N999

Cursief vermelde wegen zijn voormalige provinciale wegen.